# Red Digital Cinema Camera Company
Red Digital Cinema Camera Company (Рэд Диджитал Синема Камера Компани) — компания-производитель цифровых кинокамер RED One, RED Epic и Scarlet-X. Основателем и руководителем компании в настоящее время является Джеймс Джаннард.

## REDCODE
Камеры RED поддерживают только собственный стандарт кодирования цифрового видеосигнала — REDCODE. Этот кодек основан на вейвлет-преобразовании со степенью сжатия от 3:1 до 18:1. На данный момент RAW-материал кодера REDCODE можно просматривать через QuickTime, Davinci Resolve, Premiere Pro и After Effects (от версии CS4 и новее) компании Adobe, Sony Vegas Pro (от 10-й версии), Avid Media Composer. Конвертирование в иные форматы и основная работа по редактированию, цветокоррекции и композитингу «сырых» данных осуществляется в программе REDCINE.

## Кинокамера RED One

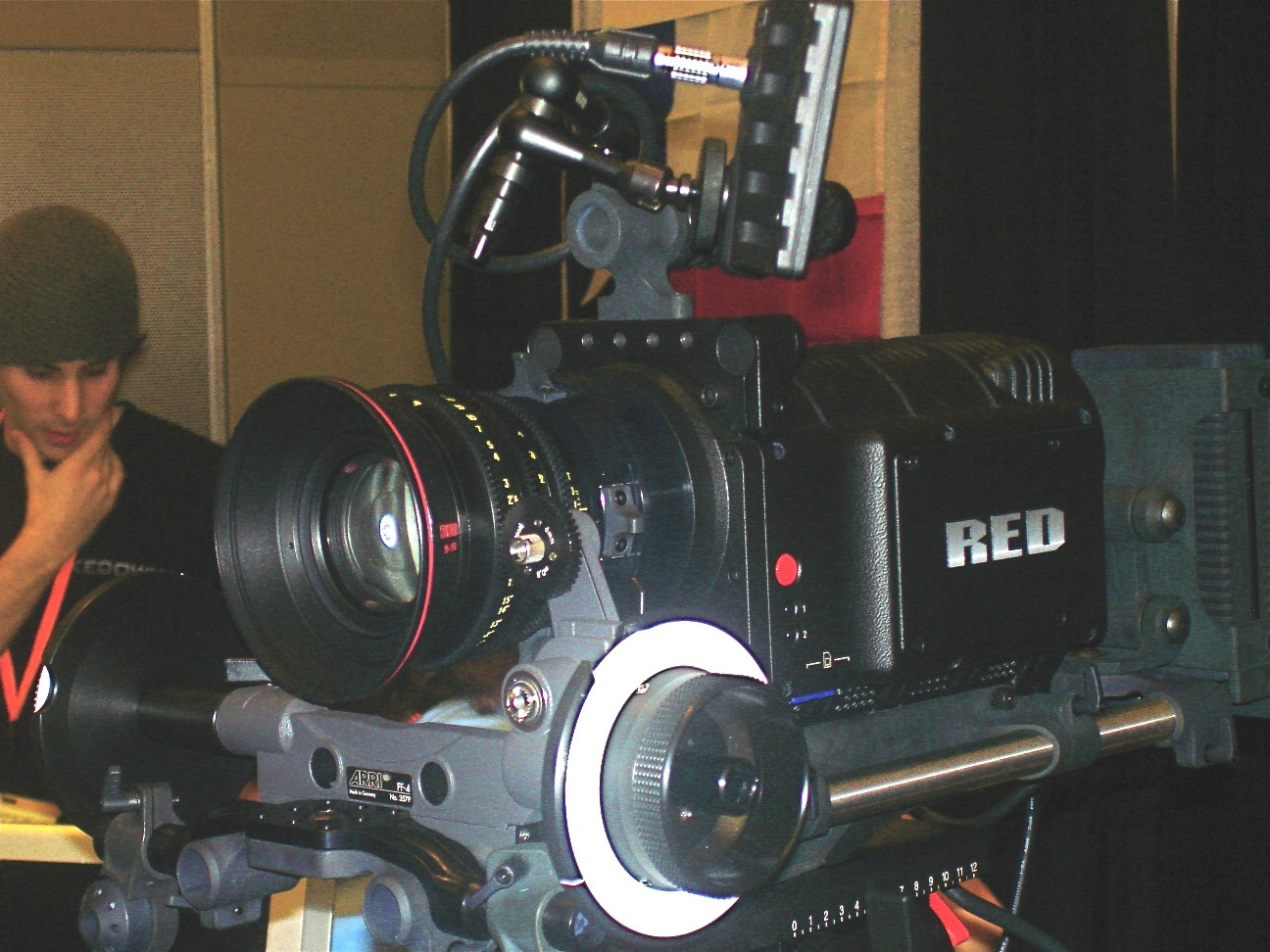
Цифровая кинокамера Red One

Целью при создании этой камеры была универсальность и кинематографическое качество изображения.
RED One дебютировала в качестве многофункциональной и многоцелевой камеры. Прототип модели был показан в 2007 году.

### Технические характеристики
- КМОП-сенсор Mysterium 24,4×13,7 мм, 11,4 Мп;
- рабочие разрешения: 4K 16:9 (4096 × 2304), 4K 2:1 (4096 × 2048), 3K 16:9 (3072 × 1728), 3K 2:1 (3072 × 1536), 2K 16:9 (2048 × 1152), 2K 2:1 (2048 × 1024), 1080p, 1080i, 720p;
- частота: 1—120 кадров в секунду, зависит от разрешения;
- формат записи: REDCODE, 12-битный RAW;
- 4K — до 30 кадров в секунду;
- 3K — до 60 кадров в секунду;
- 2K — до 120 кадров в секунду;
- запись аудио: 4 канала, 24 бита, 48 кГц;
- выдержка: 1/6—1/2000 c;
- конструкция: магниевый сплав, алюминий.

### Возможности
Камера построена на большом КМОП-сенсоре Mysterium, что является одной из главных особенностей устройства. В отличие от большинства цифровых кинокамер, RED One ведёт съёмку в собственном RAW-формате. Запись цветовых (RGB) и яркостных сигналов (YUV) происходит в стандарте субдискретизации насыщенности 4:4:4, также можно переключаться на 4:2:2. Цифры 4:4:4 означают, что для каждого пикселя кроме яркости сохраняется и его цвет, в то время как обычные цифровые камеры точно сохраняют только яркостные характеристики, а цветоразностные сигналы для соседних точек считаются одинаковыми и аппроксимируются по различным алгоритмам.
Использованием такого кодирования RED One отличается от большинства HD-камер, использующих общепринятый формат 3:1:1. Отснятый материал лишён многих артефактов и искажений, связанных с компрессией.
Несжатые данные занимают достаточно много места: на штатную 8-гигабайтную CompactFlash-карту вмещается примерно 4,5 минуты в полном разрешении 4K. Для видеосъёмки этого достаточно, так как дубли редко бывают дольше 3 минут. Также возможно подключение модуля RED-Raid, рейд-массива на основе двух дисков, позволяющего записывать сигнал на лету. Два часа видео в полном разрешении занимают примерно 320 ГБ.
В камере есть возможность программирования переходов между обычной и скоростной съёмкой, так называемым «рапидом». Как описано выше, RED One снимает до 120 кадров в секунду, что даёт возможность съёмки с эффектом изменения темпа времени в кадре. Также можно программировать режим Time lapse, в котором камера делает от 5 кадров в секунду до 1 кадра в 10 минут. Таким образом можно проводить цейтраферную съёмку.

## Кинокамеры RED Epic
Компанией также выпускаются цифровые кинокамеры Epic-M, Epic 617, Epic 645, Epic FF35 и Epic-X. Они значительно компактнее камеры RED One, так же имеют блочно-модульную конструкцию и следующие характеристики:

### Epic X
- 13,8 мегапиксельный Mysterium-X сенсор (Super-35, 32mm × 15mm);
- Поддержка разрешения: 5К (5120х2700).
- Data Rate: REDCODE 250.
- динамический диапазон 13.5 stops, расширяемый с HDRx до 18;
- скорость съёмки от 1 до 350 к/сек в зависимости от разрешения;
- рабочие разрешения при 16 bit
  - 5K — до 96 кадров в секунду
  - 4K — до 120 кадров в секунду
  - Quad HD — до 125 кадров в секунду
  - 3K — до 160 кадров в секунду
  - 2K — до 240 кадров в секунду
  - FF1080p — до 60 кадров в секунду
- коэффициент компрессии напрямую зависит от скорости записи
- Корпус выполнен из алюминия.

### Epic 617
- 28k Mysterium Monstro сенсор (617 формат, 186×56 мм, 28000 × 9334, 261Мп. Цветовая глубина: 16 бит).
- возможно применение объективов Linhof, Alpa, RED 617, PL, Nikon, Canon.
- рабочие разрешения:
  - 28K — до 30 кадров в секунду
  - 9K — до 50 кадров в секунду
  - 6K — до 100 кадров в секунду
  - 5K — до 110 кадров в секунду
  - 4K — до 125 кадров в секунду
  - 3K — до 150 кадров в секунду
  - 2K — до 250 кадров в секунду

### Epic 645
- 9k Mysterium Monstro сенсор (56 × 42 мм, 9334 × 7000, 65Мп. Цветовая глубина: 16 bit.)
- возможно применение объективов Mamiya, PL, RED, Nikon, Canon
- рабочие разрешения:
  - 9K — до 50 кадров в секунду
  - 6K — до 100 кадров в секунду
  - 5K — до 125 кадров в секунду
  - 4K — до 150 кадров в секунду
  - 3K — до 225 кадров в секунду
  - 2K — до 350 кадров в секунду
  - FF1080P — до 60 кадров в секунду

### Epic FF35
- 6k Mysterium Monstro сенсор (Full Frame 35, 36×24 mm. 6000 × 4000, 24Мп).
- возможно применение объективов PL, RED, mini-RED, C, B4, Nikon, Canon.
- рабочие разрешения:
  - 6K — до 100 кадров в секунду
  - 5K — до 125 кадров в секунду
  - 4K — до 150 кадров в секунду
  - QuadHD — до 150 кадров в секунду
  - 3K — до 225 кадров в секунду
  - 2K — до 350 кадров в секунду
  - FF1080P — до 30 кадров в секунду

Камеры Epic прекрасно подходят для съёмок стереоизображений (3D). RED Epic использовали: Баз Лурман в создании фильма «Великий Гэтсби», Питер Джексон в трилогии о хоббите, Энг Ли на съёмках фильма «Жизнь Пи», Марк Уэбб на съёмках фильма «Новый Человек-паук», создаваемого для IMAX.

## Кинокамеры Scarlet

### Scarlet-X
3 ноября 2011 года компания представила новую камеру Scarlet-X, основанную на S35 Mysterium-X сенсоре (таком же, как у Epic). Эта камера может записывать изображение с разрешением 5120 × 2700 (5K) пикселей на 12 кадрах в секунду. При 25 кадрах в секунду разрешение составит 4К (4096 × 2160), при 120 кадрах в секунду — примерно 1К.
Обозреватели окрестили Scarlet «младшей сестрёнкой Epic», так как она может использовать эпиковские аксессуары. Возможно применение объективов PL, RED, mini-RED, C, B4, Nikon, Canon.

### Epic-S (Scarlet S35)
- 5k Mysterium-X сенсор (Super 35, 30×15 мм, 13.8 Мп)
- рабочие разрешения:
  - 5K — до 30 кадров в секунду
  - 4K — до 30 кадров в секунду
  - QuadHD — до 30 кадров в секунду
  - 2K — до 72 кадров в секунду
  - 1080P — до 60 кадров в секунду
  - 720P — до 60 кадров в секунду

## Список фильмов, снятых камерами RED
| 2008   |                                             | Stained                                                 |                                                                | съёмка велась камерой Red One 4k. |
| 2008   | Че                                          | Che                                                     | Стивен Содерберг                                               | съёмка велась камерой Red One 4k. |
| 2009   | Красный холст                               | Red Canvas                                              |                                                                | съёмка велась камерой Red One 4k. |
| 2008   | Телепорт                                    | Jumper                                                  | Даг Лайман                                                     | Red One использовалась как вторая камера, не основная.                                                                                             |
| 2009   | Девушка по вызову                           | The Girlfriend Experience                               | Стивен Содерберг                                               | |
| 2009   |                                             | Momster                                                 | Стивен Спенсер                                                 | короткометражный фильм. |
| 2009   |                                             | Third Party '08                                         | Andrew Gingerich                                               | короткометражный фильм. |
| 2009   | Антихрист                                   | Antichrist                                              | Ларс фон Триер                                                 | использовались камеры Red One на разрешении 4к. Замедленные съёмки произведены при помощи аппаратуры Phantom v4, с частотой 1000 кадров в секунду. |
| 2009   | Мой сын, мой сын, что ты наделал            | My Son, My Son, What Have Ye Done                       | Вернер Херцог                                                  | |
| 2009   | Информатор                                  | The Informant                                           | Стивен Содерберг                                               | |
| 2009   | Милые кости                                 | The Lovely Bones                                        | Питер Джексон                                                  | |
| 2009   | Район № 9                                   | District 9                                              | Нил Бломкамп                                                   | продюсер Питер Джексон |
| 2009   | Геймер                                      | Gamer                                                   | Марк Невелдин и Брайан Тейлор                                  | использовали цифровую камеру Red One на разрешении 4к.                                                                                             |
| 2009   | Знамение                                    | Knowing                                                 | Алекс Пройас                                                   | |
| 2009   |                                             | Une affaire d'état                                      | Eric Valette                                                   | французский триллер, снимался камерой Red One |
| 2009   |                                             | Country Time with Papa                                  | Кен Тёрнер                                                     | американский короткометражный фильм |
| 2010   | Социальная сеть                             | The Social Network                                      | Дэвид Финчер                                                   | см. ниже таблицы |
| 2010   | Игра без правил                             | Fair Game                                               | Даг Лайман                                                     | |
| 2010   | Ба-бах                                      | Kaboom                                                  | Грегг Араки                                                    | |
| 2010   | Начинающие                                  | Beginners                                               | Майк Миллс                                                     | |
| 2010   |                                             | Elle s’appelait Sarah                                   | Gilles Paquet-Brenner                                          | |
| 2010   |                                             | The Whisper Home                                        | Jaime Velez Soto                                               | фильм выходил только на DVD. |
| 2010   |                                             | Passenger                                               | Al Galvez                                                      | американский фэнтези-телесериал, снимался камерой Red One                                                                                          |
| 2010   | Как я провёл этим летом                     |                                                         | Алексей Попогребский                                           | первый российский полнометражный фильм, снимавшийся на RED One.                                                                                    |
| c 2010 | Интерны                                     |                                                         | Максим Пежемский Заур Болотаев Милан Килибарда Евгений Невский | российский сериал |
| 2010   | Покушение (телесериал)                      |                                                         |                                                                | белорусский (?) телесериал |
| 2011   |                                             | Nos résistances                                         | Romain Cogitore                                                | |
| 2011   | Заражение                                   | Contagion                                               | Стивен Содерберг                                               | |
| 2011   | Шапито-шоу                                  |                                                         | Сергей Лобан                                                   | российский полнометражный фильм, снят на RED One.                                                                                                  |
| 2011   | Другой мир: Пробуждение                     | Underworld: Awakening                                   | Манс Марлинд и Бьёрн Стейн                                     | формат 3D |
| 2011   |                                             | The Lying Game                                          |                                                                | американский телесериал. |
| 2011   |                                             | Sentirsidire — quello che i genitori non vorrebbero mai | Джузеппе Лаццари                                               | итальянский фильм. |
| 2011   | Девушка с татуировкой дракона               | Girl With the Dragon Tattoo                             | Дэвид Финчер                                                   | |
| 2011   |                                             | Strings of Passion                                      | Sanghamitra Chaudhuri                                          | индийский фильм. |
| 2011   |                                             | Discharge                                               | Тайлер Данна                                                   | короткометражный американский фильм. |
| 2011   | Пираты Карибского моря: На странных берегах | Pirates of the Caribbean: On Stranger Tides             | Роб Маршалл                                                    | камеры Red Epic и Red One MX |
| 2012   | Лето. Одноклассники. Любовь                 | LOL                                                     | Лиза Азуэлос                                                   | Red One MX |
| 2012   | Новый Человек-паук                          | The Amazing Spider-Man                                  | Марк Уэбб                                                      | фильм снят камерами RED Epic, в 3D формате с разрешением 5K.                                                                                       |
| 2012   | Прометей                                    | Prometheus                                              | Ридли Скотт                                                    | Red Epic |
| 2012   | Хоббит: Нежданное путешествие               | The Hobbit: An Unexpected Journey                       | Питер Джексон                                                  | фильм снят камерами Red Epic, разрешение 5K, 48 кадров в секунду                                                                                   |
| 2012   | Жизнь Пи                                    | Life of Pi                                              | Энг Ли                                                         | фильм снят камерами Red Epic |
| 2013   | Джек — покоритель великанов                 | Jack the Giant Killer                                   | Брайан Сингер                                                  | Red Epic использовались наряду с другими камерами: Arri Alexa и Panavision Genesis HD Camera.                                                      |
| 2013   | Великий Гэтсби                              | The Great Gatsby                                        | Баз Лурман                                                     | фильм снят камерами Red Epic. |
| 2013   | Сталинград                                  |                                                         | Фёдор Бондарчук, Дмитрий Грачёв                                | (фильм снимается камерами Red Epic) |

Как видно из приведённого списка, режиссёр Стивен Содерберг является активным сторонником камер RED One и использует их в съёмках своих фильмов. Также с камерами RED работают Вернер Херцог, Дэвид Финчер, Ридли Скотт, Баз Лурман, Брайан Сингер, Питер Джексон, Манс Марлинд и Бьёрн Стейн.
Дэвиду Финчеру и его коллеге Эдсону Уильямсу использование четырёх камер Red помогло в создании спецэффектов в фильме «Социальная сеть», где один актёр играл двух братьев-близнецов Уинклвосс: одновременно снимали актёра Арми Хаммера и его дублёра, отслеживая в реальном времени такие параметры как освещение и цвет.

Мы хотели использовать Red, потому что она давала более высокое разрешение и лучший динамический диапазон. Мы могли снимать в реальном времени полноценные 24 кадра в секунду с помощью четырёх камер Red MX, используя двойника, чтобы знать, как будет работать свет на втором лице.
Оригинальный текст (англ.)We wanted to use the Red because the movie was shot on Red and it also gave us a higher res and better dynamic range. We’re able to shoot realtime, 24-frames-per-second, with four Red MX cameras running, using a stand-in to match the lighting of the offline.
— Эдсон Уильямс
Супервайзер Шахана Хан, также работавшая над спецэффектами для «Социальной сети», рассказала, что в некоторых эпизодах была вынуждена «добавить картинке сильную зернистость, так как Red даёт очень чистое и вылизанное изображение».
Также на камеру RED One снимается российский ситком «Интерны» (режиссёр Максим Пежемский, оператор Заур Болотаев).
Режиссёр Питер Джексон использовал около 30 камер RED Epic для съёмок 3D-фильма «Хоббит: Нежданное путешествие». Эти решения были выбраны благодаря небольшим габаритам и малому весу, что немаловажно при съёмке динамичных сцен, особенно в формате 3D.